# Sedum leibergii
Sedum leibergii là một loài thực vật có hoa trong họ Crassulaceae. Loài này được Britton miêu tả khoa học đầu tiên năm 1905.